# Průmyslový polookruh

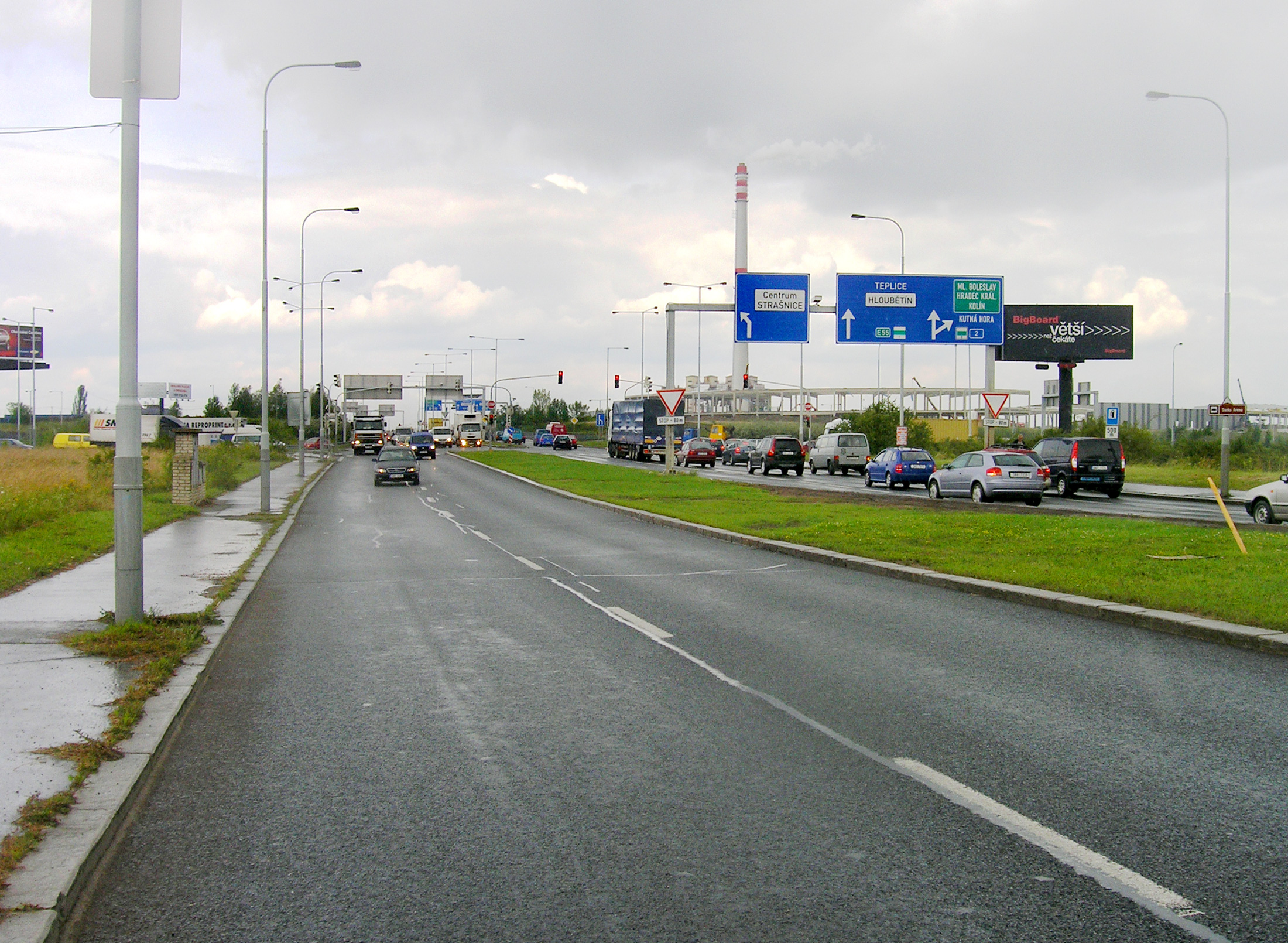
Průmyslová ulice u křížení s Černokosteleckou ulicí

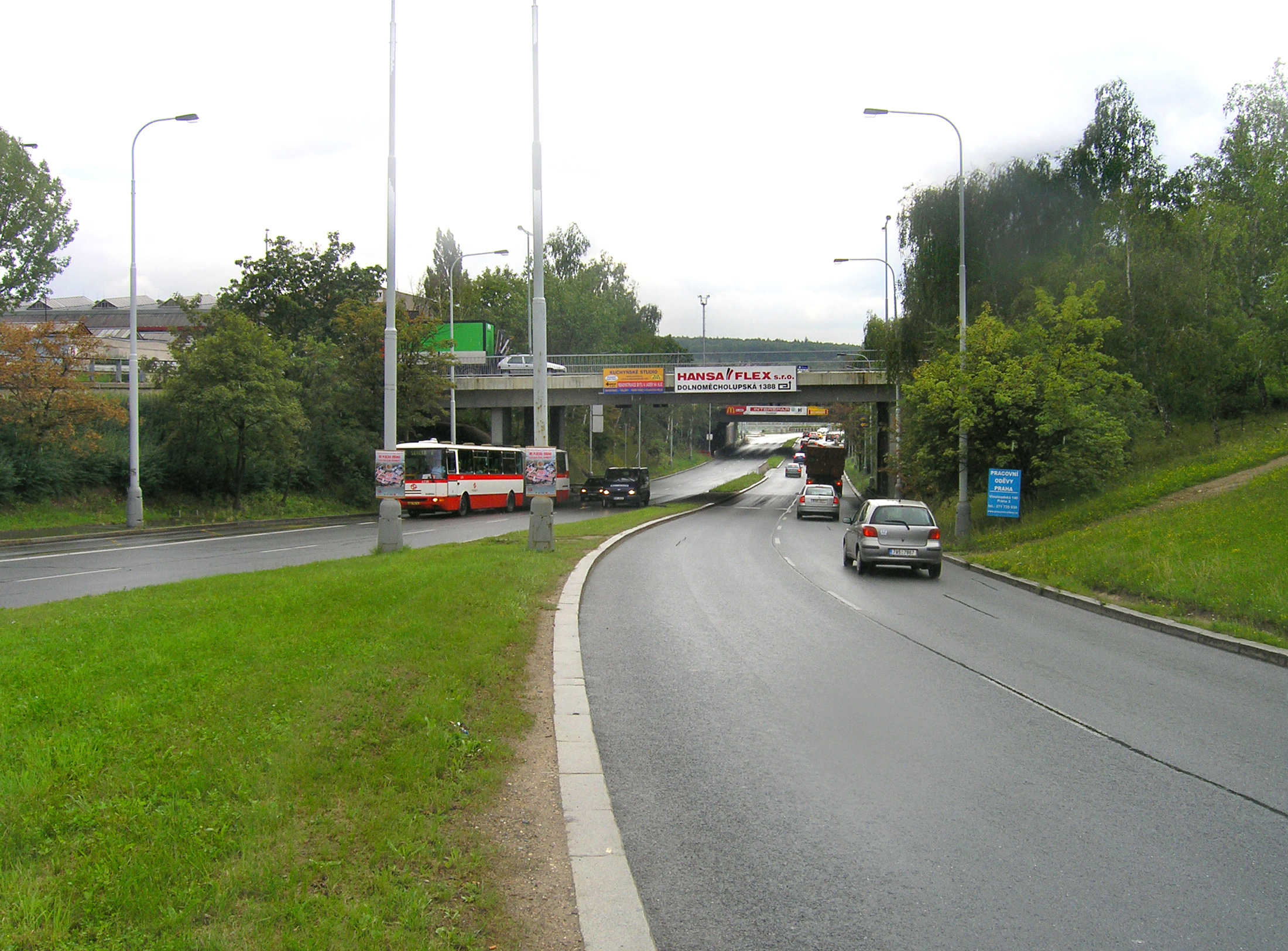
Začátek Průmyslové ulice v Hostivaři

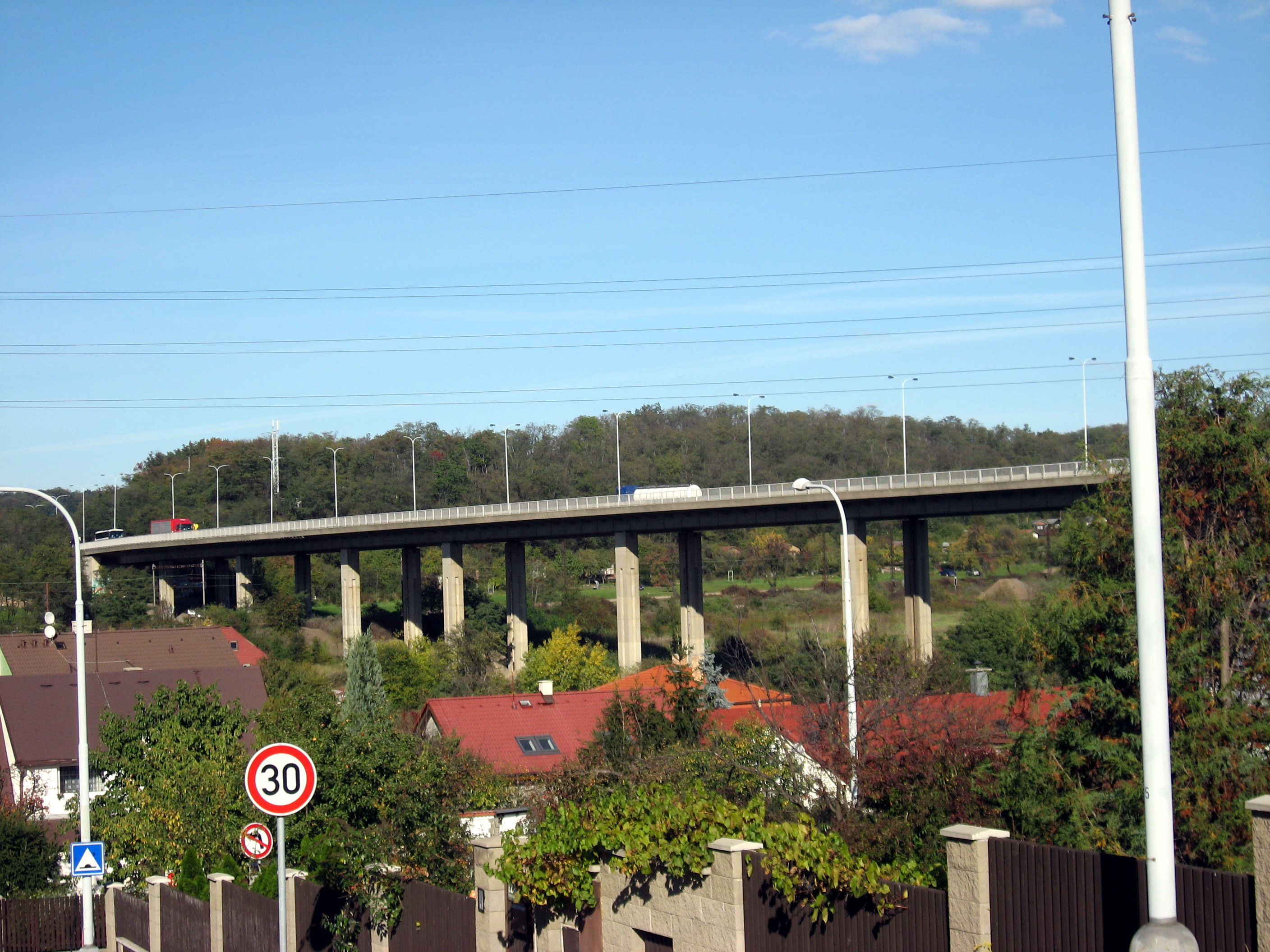
Most Průmyslové ulice přes údolí Rokytky

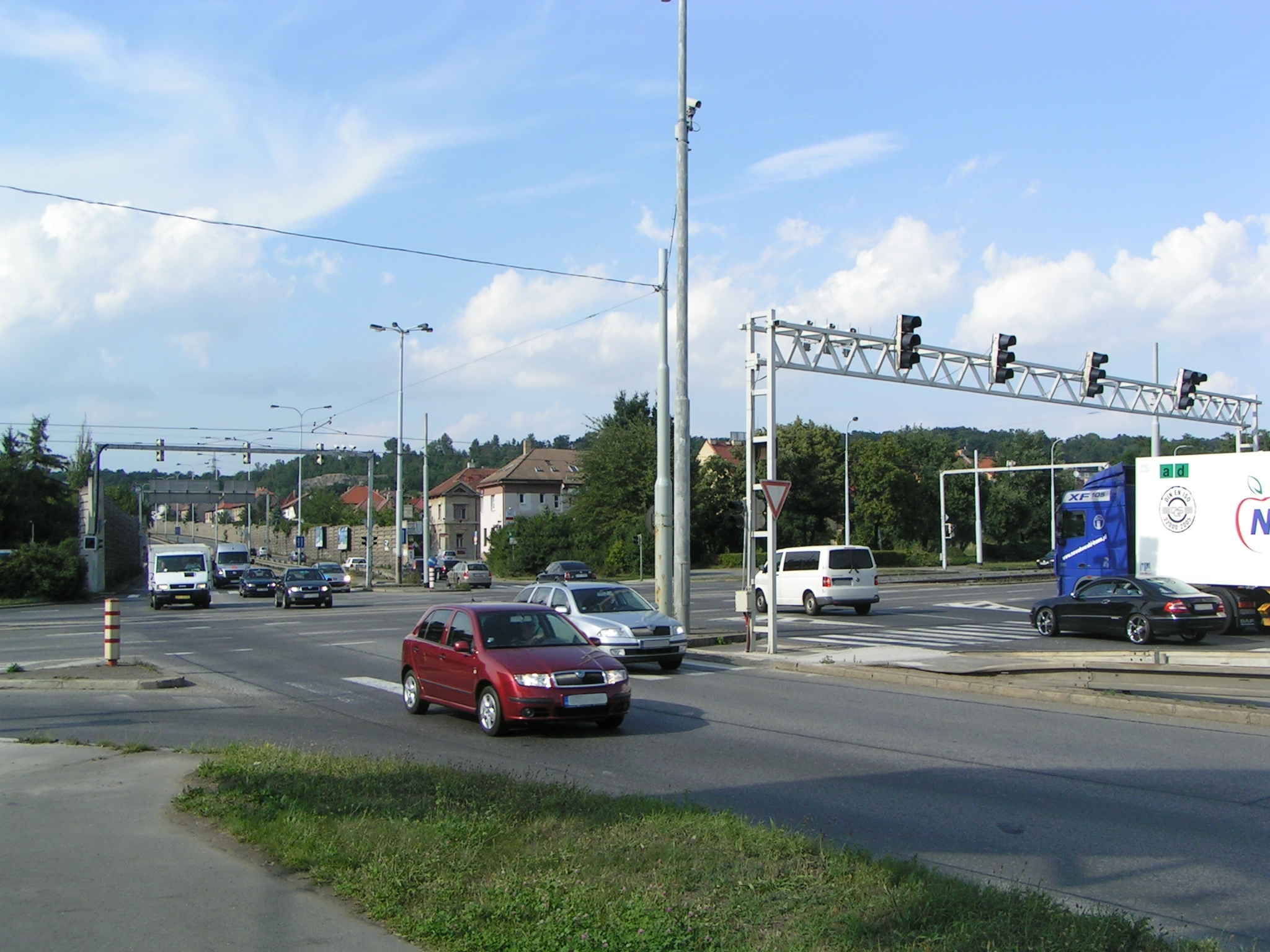
Křižovatka Kbelská – Poděbradská v Hloubětíně

Průmyslový polookruh je dopravně-inženýrské označení čtyřpruhové a ve většině délky dvoupásové komunikace vedoucí severojižním směrem ve východní části Prahy, jejíž severnější část, propojující Letňany a Hloubětín, nese název Kbelská a jižnější část od křižovatky s Poděbradskou ulicí v Hloubětíně směrem do Štěrbohol název Průmyslová. Komunikace Průmyslového polookruhu byly budovány v letech 1977–1996.
Součástí polookruhu byla původně i část Průmyslové ulice jižně od křižovatky se Štěrboholskou radiálou až do Hostivaře, na niž funkčně navazovala ulice Švehlova do Zahradního Města, kde od konce 80. let západním směrem navazovala komunikace nesoucí dnes název Jižní spojka. Po zprovoznění úseku Jižní spojky a navazujícího úseku Štěrboholské radiály mezi Zahradním Městem a Štěrboholskou radiálou v prosinci 1997 se část Průmyslové ulice jižně od Štěrbohol ani Švehlova ulice zpravidla k Průmyslovému polookruhu již nepočítají.

## Postavení v dopravním systému
Původně byl Průmyslový polookruh označován jako součást silnice II/601, která pak pod tímto číslem pokračovala po Hornoměcholupské, Novopetrovické, Výstavní a Mírového hnutí na Chodov. Průmyslový polookruh byl až do roku 1997 součástí II. (středního) okruhu Základního komunikačního systému. V roce 1997 však byl II. okruh (později přejmenovaný na Městský) přeložen na nový úsek Jižní spojky a pak postupně na nové úseky Štěrboholské radiály a dočasně je ve východní části Prahy veden po Pražském okruhu. Průmyslový polookruh tak dnes již není součástí žádného značeného okruhu, je však součástí evropské trasy E55. 
V Letňanech se komunikace napojuje na Proseckou radiálu, ve Štěrboholech na Štěrboholskou radiálu. Na konci roku 2011 byla napojena na Vysočanskou radiálu.

## Záměry do budoucna
V koncepcích rozvoje dopravy se počítá mezi základní komunikace a výhledově se počítá s posílením jeho kapacity. Toho má být dosaženo zejména přebudováním úrovňových křižovatek s ulicemi Poděbradská a Kolbenova na mimoúrovňové a zahloubením polookruhu v blízkosti obytné zástavby.
Některá občanská sdružení navrhují, aby posílený polookruh převzal i část dopravní zátěže Severojižní magistrály.
V září 2012 náměstek primátora Josef Nosek uvedl, že město uvažuje o tom, že posílený polookruh by mohl dočasně nahradit chybějící východní část Městského okruhu.
9. února 2022 pražský radní Adam Scheinherr představil chystané změny a studii dokončenou koncem roku 2021. V ideálním případě by podle ní byly práce dokončeny do roku 2028 a město by stály přibližně 6 miliard korun. Vybudováním tunelu Hloubětín a dalšími úpravami by se kapacita komunikace měla zvýšit až o polovinu. Na křižovatkách mají vzniknout nové připojovací a odbočovací pruhy. Ještě v roce 2022 by měly začít první práce, a to úprava některých světelných křižovatek a řadicích pruhů a výstavba dvou podchodů pro pěší pod železniční tratí podél ulice Kbelská. V následujících letech mají navazovat dílčí úpravy křižovatek Průmyslové ulice a rekonstrukce mostní estakády přes údolí Rokytky, na to má navázat vybudování tunelu mezi ulicemi Poděbradská a Kolbenova a související úprava Kbelské ulice v oblasti Hloubětína.